# August Carr
Johan August Carr, ursprungligen Andersson, född 12 augusti 1864 i Tåstarps församling i Kristianstads län, död 27 december 1946 i Uppsala, var en svensk översättare.
Efter mogenhetsexamen i Växjö 1883 avlade han 1885 den förberedande  teologisk-filosofiska examen vid Lunds universitet, men avbröt vidare studier i Uppsala på grund av sjukdom. Han var därefter verksam som lärare i Laholm och Djursholm innan han övergick till att bli översättare på heltid. Mellan 1903 och 1932 översatte han uppåt 50 böcker från engelska och tyska, huvudsakligen inom ämnena filosofi och religion, med inriktning på så kallad liberal teologi. Bland dem han översatte märks de båda amerikanska filosoferna William James och Ralph Waldo Emerson samt nobelpristagarna Rabindranath Tagore och Bertrand Russell.
August Carr var son till lantbrukaren Nils Gustaf Andersson och Anna Lovisa Carlberg. Han gifte sig 1923 med Elsa Ingrid Rickard (1896–1980). Makarna vilar på Uppsala gamla kyrkogård.

## Översättningar (urval)
- Friedrich Naumann: Hjälp: korta betraktelser (Wahlström & Widstrand, 1903)
- Walter A. Wyckoff: Bland arbetare i Amerika (Schultz, 1906-1907)
- Wilhelm Herrmann: Etik (Ethik) (Geber, 1911)
- Adolf von Harnack: Religiös tro och fri forskning jämte andra uppsatser (Wahlström & Widstrand, 1913)
- James Donaldson: Kvinnan: hennes ställning och inflytande i det gamla Grekland och Rom samt under kristendomens första århundraden (Norstedt, 1914)
- Eduard Meyer: Mormonerna: deras ursprung och historia (Ursprung und Geschichte der Mormonen) (Geber, 1914)
- Devendranath Tagore: Min levnad (Norstedt, 1915)
- Woodrow Wilson: Historien och sanningen samt andra essayer (Norstedt, 1916)
- Paul Deussen: Bibelns filosofi (Geber, 1916)
- Nutidsröster från reformationens moderland: föredrag och uppsatser (övers. och utg. av August Carr) (Gleerup, 1917)
- Paul Drews: Motsvarade statskyrkodömet Luthers ideal? (Lindblad, 1917)
- Albert Hauck: Reformationen och dess inflytande på livet (Svenska kyrkans diakonistyrelse, 1918)
- Franz Grillparzer: Den fattige musikanten ; Klostret i Sendomir (översättning A. Gillqvist resp. August Carr) (Svenska andelsförlaget, 1918)
- Rufus Jones: Sociala lagar i andens värld: om det mänskligas och gudomligas förhållande till varandra (Birkagårdens förlag, 1921)
- Hermann von Keyserling: Österland och västerland: en filosofs resedagbok (Das Resetagebuch eines Philosophen) (Geber, 1922)
- William Ralph Inge: Frispråkiga essayer (Outspoken essays) (Geber, 1923)
- J.B.S. Haldane och Bertrand Russell: Daedalus och Icarus eller Vetenskapen och framtiden (Geber, 1924)
- Silvanus Thompson: Livets religion (Wahlström & Widstrand, 1924)
- Wilhelm Bousset: Om livets mening : betraktelser (Geber, 1924)
- L. P. Jacks: Den kristna religionens förlorade strålglans (Wahlström & Widstrand, 1925)
- Rudolf Bultmann: Jesus (Jesus) (Wahlström & Widstrand, 1928)
- Herman Harris Aall: Religionens psykologiska nödvändighet (1932)